# All rights reserved

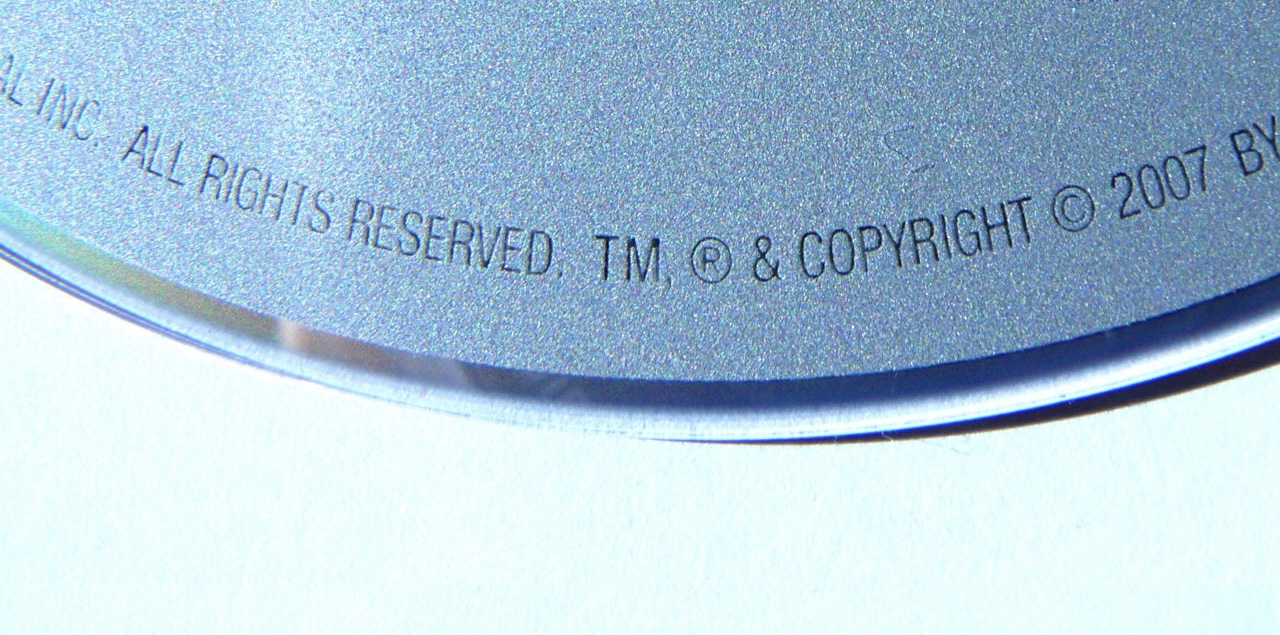
DVDに表記された"all rights reserved"

"All rights reserved"（オール・ライツ・リザーブド）とは、著作権表示に用いられる文言で、「（著作権者が、著作権法で規定されている）全ての権利を留保している」という意味である。
1910年のブエノスアイレス条約に由来するが、どの法域でも法的効力を持つかどうかは不明確である。しかし、この文言は今でも多くの著作権者によって使用されている。

## 起源
この文言は、1910年のブエノスアイレス条約に由来する。同条約の第3条では、「所有権の留保を示す」("that indicates the reservation of the property right")文言が著作物に記載されている限り、いずれの加盟国で登録された著作物に対しても、全ての加盟国で著作権が認められた。"all rights reserved"という文言そのものは条約には登場しないが、この文言は条約第3条に規定する要件を満たしていた。
他の著作権条約では、このような形式を要求していなかった。例えば、1952年の万国著作権条約(UCC)では、著作権表示に©マーク（著作権マーク）を採用している（この記号は米国において1909年の著作権法により導入されたものである）。ベルヌ条約では、1908年改正の第4条で形式的な手続きを完全に排除した。そのため、ベルヌ条約の加盟国で著作物を行使しようとする著者は、"all rights reserved"の文言や著作権マークを表示する必要はなかった。しかし、ブエノスアイレス条約の加盟国の全てがベルヌ条約やUCCに加盟していたわけではなく、特に米国は1955年までUCCに加盟していなかった。そのため、1910年から1952年の間に多くの国で作品を保護しようとしたブエノスアイレス条約加盟国の出版社は、"all rights reserved"という文言と著作権マークの両方を使用した。

## 不要化
2000年8月23日にニカラグアがベルヌ条約に加盟し、ブエノスアイレス条約のみに加盟している国がなくなったことで、著作権行使のために"all rights reserved"という表示を追加する必要性は完全になくなった。この日の時点で、ブエノスアイレス条約の加盟国は全て、著作権の通知の形式を問わず保護が認められることを規定しているベルヌ条約にも加盟していた。
この文言は今でも、コンテンツを自由にコピーできないことを、アーティスト、作家、コンテンツ制作者が明確に警告するために広く使用されている。